# Andrew Cudworth
Andrew Gordon Cudworth (16 de marzo de 1939-11 de octubre de 1982) fue un investigador médico inglés especializado en inmunología y diabetes. Descubrió la base genética de la diabetes infantil y popularizó la clasificación de la diabetes en tipo 1 y tipo 2.

## Biografía
Nació en 1939 y se graduó de la Escuela de Medicina de la Universidad de Liverpool en 1963. Se unió al Ejército Británico como oficial médico después de graduarse, sirvió durante cinco años y obtuvo el rango de mayor. Comenzó su formación médica en Liverpool en 1971. Publicó su primer artículo, sobre inmunología, en 1972; su segundo artículo, publicado en 1972, fue un informe de caso sobre un paciente con diabetes. Su interés científico en la diabetes y la inmunología lo llevó a descubrir poco después que la forma más grave de diabetes, que requería insulina y generalmente ocurría en niños, estaba vinculada a un marcador genético específico y podía detectarse en un análisis de sangre.
Al reconocer la diferencia entre la diabetes insulinodependiente de inicio juvenil y la diabetes no insulinodependiente de inicio adulto, Cudworth comenzó a utilizar la terminología de diabetes tipo 1 y tipo 2 en 1976. La clasificación de la diabetes en tipo 1 y tipo 2 fue utilizada por primera vez por Philip Hugh-Jones en un artículo de 1955, pero Cudworth revivió y popularizó la terminología. Esta sigue siendo la terminología común para diferenciar las dos formas de diabetes mellitus. Anteriormente, la clasificación de la diabetes se basaba en la edad de inicio, ya sea juvenil o madura, mientras que el sistema de clasificación de Cudworth se basaba en la genética.
En 197 fue nombrado médico consultor en los hospitales San Bartolomé y Hackney en Londres, donde también dio conferencias en St Bartholomew's Hospital Medical College. Estableció el servicio para diabéticos en el Hospital Hackney y colaboró con David J. Galton en la clínica para diabéticos en Barts. Se convirtió en editor en jefe de la revista internacional Diabetologia en 1980. Falleció en 1982 de un glioma.